# Sitzmachine
 (mai 2024).

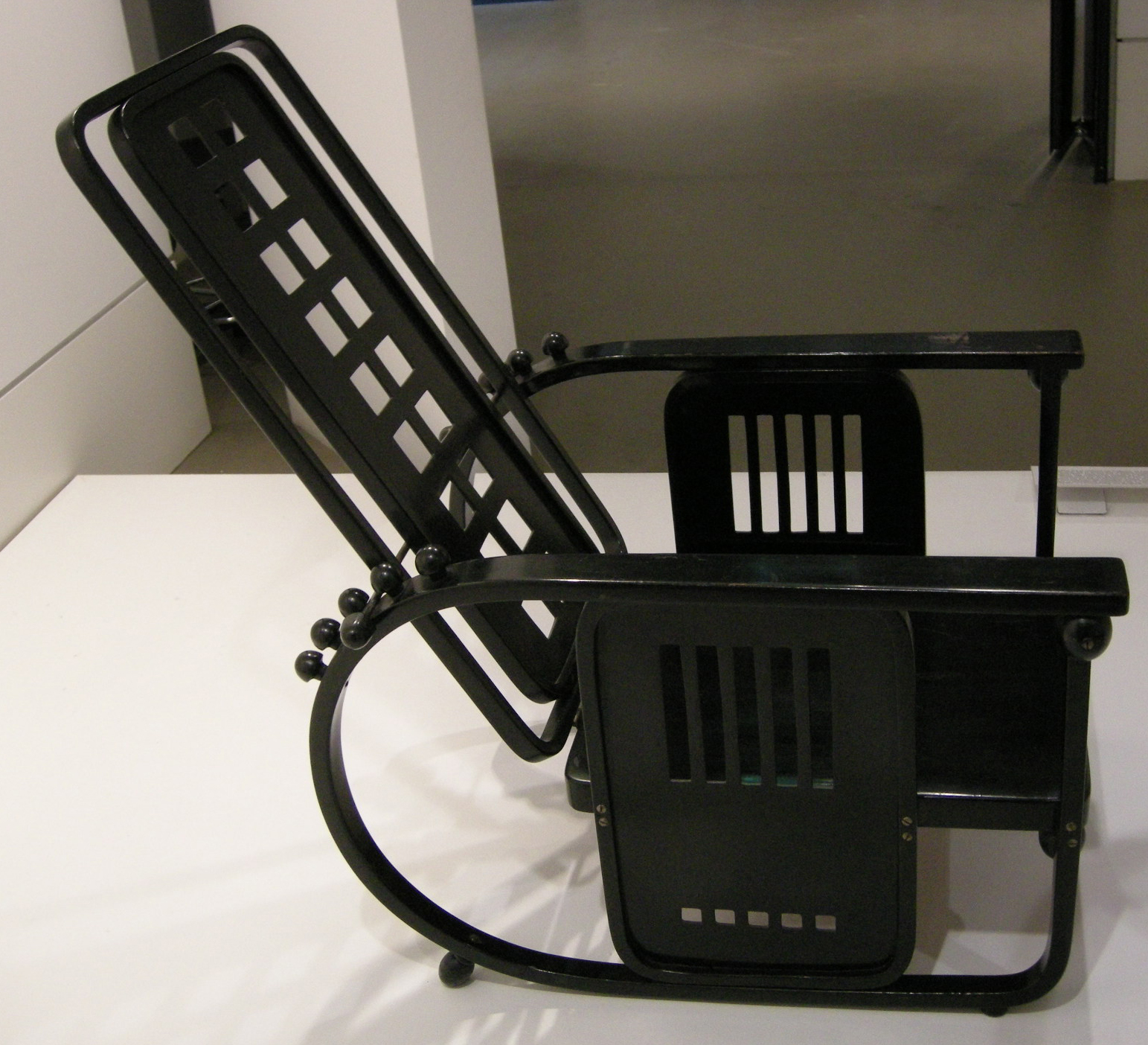
La Stitzmachine de Josef Hoffmann.

La Sitzmachine est un fauteuil conçu par Josef Hoffmann et la Wiener Werkstätte en 1905 à Vienne. 
Fabriqué par la maison Jacob & Josef Kohn, spécialisée dans le mobilier en bois courbé, le fauteuil est présenté pour la première fois à la Kunstschau de Vienne en 1908. Conçu pour être facile à fabriquer et à assembler, il est composé de motifs géométriques, rectangle, cercle et carré. Il est doté d'un dossier inclinable et d'accoudoirs fait d'un seul morceau. Tous les écrous sont visibles. La simplicité et l'utilisation des matériaux préfigurent la chaise modèle B3 (1925-1926) de Marcel Breuer et les chaises en contreplaqué d'Alvar Aalto des années 1930.

## Sources
- Guide : Musée des beaux-arts de Montréal, Montréal, éd. Musée des beaux-arts de Montréal, 2007, 2e éd. (1re éd. 2003), 342 p. (ISBN 978-2-89192-312-5), p. 307.
- (de) Catalogues d'exposition de la Kunstschau Wien, 1908-1909, Bibliothèque numérique du Belvedere